# Confederación Panamericana de Bádminton
La Confederación Panamericana de Bádminton (BPAC) es la institución que se dedica a organizar y controlar las competiciones americanas de bádminton. Es una de las cinco organizaciones continentales de la Federación Mundial de Bádminton.
Tiene su sede actual en la ciudad peruana de Lima.

## Estados miembros
En 2013 cuenta con la afiliación de 33 federaciones de América
| N.º | País                 | Federación                                        | Página web |
| --- | -------------------- | ------------------------------------------------- | ---------- |
| 1   | Argentina            | Federación de Bádminton de la República Argentina |            |
| 2   | Aruba                | Aruba Badminton Club                              |            |
| 3   | Barbados             | Barbados Badminton Association                    |            |
| 4   | Bermudas             | Bermuda Badminton Association                     |            |
| 5   | Brasil               | Confederacao Brasileira de Badminton              |            |
| 6   | Canadá               | Badminton Canada                                  |            |
| 7   | Chile                | Federación Chilena de Bádminton                   |            |
| 8   | Colombia             | Federación Colombiana de Bádminton                |            |
| 9   | Costa Rica           | Asociación Costarricense de Bádminton "ADB"       |            |
| 10  | Cuba                 | Federación Cubana de Bádminton                    |            |
| 11  | Curazao              | Badminton Bond Curacao                            |            |
| 12  | Ecuador              | Federación Ecuatoriana de Bádminton               |            |
| 13  | El Salvador          | Federación Salvadoreña de Bádminton               |            |
| 14  | Estados Unidos       | USA Badminton                                     |            |
| 15  | Granada              | Grenada Badminton Association                     |            |
| 16  | Guatemala            | Federación Nacional de Bádminton de Guatemala     |            |
| 17  | Guyana               | Guyana Badminton Association                      |            |
| 18  | Haití                | Federación Haitienne de Badminton (FEHBAD)        |            |
| 19  | Honduras             | Federación Nacional de Bádminton de Honduras      |            |
| 20  | Islas Caimán         | Cayman Islands Badminton Association              |            |
| 21  | Islas Malvinas       | Stanley Badminton Club                            |            |
| 22  | Jamaica              | Jamaica Badminton Association                     |            |
| 23  | México               | Federación Mexicana de Bádminton                  |            |
| 24  | Panamá               | Asociación Panameña de Bádminton                  |            |
| 25  | Paraguay             | Federación Paraguaya de Bádminton                 |            |
| 26  | Perú                 | Federación Peruana de Bádminton                   |            |
| 27  | Puerto Rico          | Federación Puertorriqueña de Bádminton            |            |
| 28  | República Dominicana | Federación Dominicana de Bádminton                |            |
| 29  | Santa Lucía          | ST. Lucia Badminton Association                   |            |
| 30  | Surinam              | Surinaamse Badminton Bond                         |            |
| 31  | Trinidad y Tobago    | Trinidad & Tobago Badminton Association           |            |
| 32  | Uruguay              | Asociación Uruguaya de Bádminton                  |            |
| 33  | Venezuela            | Federación Venezolana de Bádminton                |            |